# Kota Takahashi
Kota Takahashi (jap. 髙橋海大 Takahashi Kota; ur. 31 lipca 2003) – japoński zapaśnik walczący w stylu wolnym. Zajął piąte miejsce na mistrzostwach świata w 2024.
Złoty medalista mistrzostw Azji w 2024. Mistrz świata U-23 w 2024 i trzeci w 2022. Mistrz Azji kadetów w 2018 i 2019 roku.